# Scaptomyza ochromata
Scaptomyza ochromata är en tvåvingeart som beskrevs av Hardy 1965. Scaptomyza ochromata ingår i släktet Scaptomyza och familjen daggflugor. Inga underarter finns listade i Catalogue of Life.